# Chiesa di San Niccolò a Poggio
La chiesa di San Niccolò a Poggio è un edificio sacro che si trova a Poggio di Marciana, nell'isola d'Elba.

## Storia e descrizione
Sorta verosimilmente nel XII secolo, si caratterizza per la sua duplice struttura di chiesa e fortezza, evidente all'esterno nei due bastioni che si ergono ai lati della facciata. Non è chiaro se sia stata costruita prima la chiesa o la fortezza; l'edificio sacro pare infatti preesistente ai bastioni databili al XVI secolo, ma la sua struttura sembra adattarsi ad un edificio precedente, come dimostra la scalinata che conduce dalla piazza al piano di calpestio della chiesa. Verosimilmente le due realtà architettoniche si sono potenziate a seconda delle vicende e delle necessità urbane nelle diverse epoche. Il campanile fu ultimato nel 1728.
All'interno l'edificio a croce greca presenta caratteri seicenteschi, è coperto a volte e conserva nella cantoria un organo del 1854 di Michelangelo Paoli. Nella Cappella dell'Annunziata (destra), realizzata dal 1732 al 1739, si trova una tela di Antonio Rossi (1883), Annunciazione, mentre nella Cappella del Rosario (sinistra) fatta erigere da Niccolò Balestrini nel 1738 e conclusa nel 1746, è conservato un dipinto di autore anonimo raffigurante la Vergine tra San Domenico e Santa Caterina da Siena. Ai due altari laterali vi sono altre due tele: Madonna del Carmine, San Rocco e Anime del Purgatorio di Giacomo Mellini (1787) e Madonna dei Sette Dolori di autore ignoto.

## Lapidi
1683
Epigrafe di granodiorite che ricorda la sepoltura di Francesco Retali:
HIC IACET REVE.S FRAN.C DE RET.S CA.S FUIT. EPT.S MA.E 1683
1746
Epigrafe di marmo nella Cappella del Rosario che ricorda l'elargizione di Nicolaio Balestrini:
D.O.M. SACELLUM HOC IN HONOR B.M.V. ROSARI DICATUM NICOLAUS BALESTRINI PODIENSIS PIETATIS ERGO EREXIT ORNAVIT MDCCXLVI D. ANTONII PATAVINI PATRONI SUI ICONE IN DEXTRA PARTE CONLOCATO HIC POSITUS DIEM RESURRECTIONIS EXPECTAT
1842
Epigrafe di marmo nella Cappella dell'Annunziata che ricorda la morte di Carlo Leoni:
PRESSO LE PATERNE CENERI DORME IL SONNO DEI GIUSTI IL CANONICO CARLO LEONI PIEVANO DI QUESTA CHIESA ELETTO DA NAPOLEONE NEL 1814 E VICARIO FORANEO; DEI FILOSOFI E POETICI STUDJ FÙ CULTORE ARDENTISSIMO, ORATORE DISINVOLTO E POTENTE. PORSE LA PAROLA DIVINA IN PATRIA ED
OLTRE, ALLA ISTRUZIONE DELLA GIOVENTÙ ALACREMENTE RIVOLSE L'INGEGNO NEL SEMINARIO DI PORTOFERRAJO L'ANNO 1809 E IN QUELLO DI
MASSA MARITTIMA L'ANNO 1827. RAPITO DA INFIAMMAZIONE CEREBRALE IL 3 DI SETTEMBRE 1842 DI VITA SESSANTESIMO QUINTO LASCIÒ MEMORIA ONORANDA
PIÙ CHE IN QUESTO MARMO SCOLPITA NEL CUORE DEL POPOLO CHE RESSE CON AMORE E CARITÀ FRATERNA